# Tropidurus
Tropidurus – rodzaj jaszczurek z rodziny lawanikowatych (Tropiduridae).

## Zasięg występowania
Rodzaj obejmuje gatunki występujące w Wenezueli, Kolumbii, Gujanie, Surinamie, Gujanie Francuskiej, Brazylii, Peru, Boliwii, Paragwaju, Urugwaju i Argentynie.

## Systematyka

### Etymologia
- Tropidurus: gr. τροπις tropis, τροπιδος tropidos ‘kil, stępka’[7]; ουρα oura ‘ogon’[8].
- Platynotus: gr. πλατυνωτος platunōtos ‘mający szeroki grzbiet’[2], od ατυς platus ‘szeroki’[9]; -νωτος -nōtos  ‘-grzbiety, -tyły’, od νωτον nōton ‘tył, grzbiet’[10]. Gatunek typowy: Agama semitaeniatus von Spix, 1825.
- Taraguira: etymologia niejasna, Gray nie wyjaśnił znaczenia nazwy rodzajowej[3], być może jakaś rodzima nazwa. Gatunek typowy: Gray wymienił dwa gatunki, nie wskazując typu nomenklatorycznego.
- Tapinurus: gr. ταπεινος tapeinos ‘nisko położony’[11]; ουρα oura ‘ogon’. Gatunek typowy: Tapinurus scutipunctatus Amaral, 1933 (= Agama semitaeniatus von Spix, 1825).

### Podział systematyczny
Do rodzaju należą następujące gatunki:

- Tropidurus azurduyae Carvalho, Rivas, Céspedes & Rodrigues, 2018
- Tropidurus bogerti Roze, 1958
- Tropidurus callathelys Harvey & Gutberlet, 1998
- Tropidurus catalanensis Gudynas & Skuk, 1983
- Tropidurus chromatops Harvey & Gutberlet, 1998
- Tropidurus cocorobensis Rodrigues, 1987
- Tropidurus erythrocephalus Rodrigues, 1987
- Tropidurus etheridgei Cei, 1982
- Tropidurus galileii Ferreira, Dias, Rodrigues & Carvalho, 2025
- Tropidurus guarani Álvarez, Cei & Scolaro, 1994
- Tropidurus helenae (Manzani & Abe, 1990)
- Tropidurus hispidus (Spix, 1825)
- Tropidurus hygomi Reinhardt & Lütken, 1862
- Tropidurus imbituba Kunz & Borges-Martins, 2013
- Tropidurus insulanus Rodrigues, 1987
- Tropidurus itambere Rodrigues, 1987
- Tropidurus jaguaribanus Passos, Lima & Borges-Nojosa, 2011
- Tropidurus lagunablanca Carvalho, 2016
- Tropidurus madeiramamore Carvalho, Paredero, Villalobos-Chaves, Ferreira, Rodrigues & Curcio, 2023[12]
- Tropidurus melanopleurus Boulenger, 1902
- Tropidurus montanus Rodrigues, 1987
- Tropidurus mucujensis Rodrigues, 1987
- Tropidurus oreadicus Rodrigues, 1987
- Tropidurus pinima (Rodrigues, 1984)
- Tropidurus psammonastes Rodrigues, Kasahara & Yonenaga-Yassuda, 1988
- Tropidurus semitaeniatus (Spix, 1825)
- Tropidurus sertanejo Carvalho, Sena, Peloso, Machado, Montesinos, Silva, Campbell & Rodrigues, 2016
- Tropidurus spinulosus (Cope, 1862)
- Tropidurus torquatus (Wied-Neuwied, 1820)
- Tropidurus xanthochilus Harvey & Gutberlet, 1998